# Вудлон-Біч (Флорида)
Вудлон-Біч (англ. Woodlawn Beach) — переписна місцевість (CDP) в США, в окрузі Санта-Роза штату Флорида. Населення — 2741 особа (2020).

## Географія
Вудлон-Біч розташований за координатами 30°23′15″ пн. ш. 86°59′38″ зх. д. / 30.38750° пн. ш. 86.99389° зх. д. (30.387529, -86.993992).  За даними Бюро перепису населення США в 2010 році переписна місцевість мала площу 17,18 км², з яких 6,15 км² — суходіл та 11,03 км² — водойми.

## Демографія
Згідно з переписом 2010 року, у переписній місцевості мешкало 1785 осіб у 684 домогосподарствах у складі 506 родин. Густота населення становила 104 особи/км².  Було 788 помешкань (46/км²).
Расовий склад населення:
| - 93,4 % — білих - 1,8 % — чорних або афроамериканців - 1,0 % — азіатів - 0,6 % — корінних американців - 0,1 % — вихідців з тихоокеанських островів |

До двох чи більше рас належало 2,8 %. Частка іспаномовних становила 4,9 % від усіх жителів.
За віковим діапазоном населення розподілялося таким чином: 25,9 % — особи молодші 18 років, 63,3 % — особи у віці 18—64 років, 10,8 % — особи у віці 65 років та старші. Медіана віку мешканця становила 41,5 року. На 100 осіб жіночої статі у переписній місцевості припадало 99,2 чоловіків;  на 100 жінок у віці від 18 років та старших — 99,7 чоловіків також старших 18 років.
Середній дохід на одне домашнє господарство  становив 87 596 доларів США (медіана — 67 260), а середній дохід на одну сім'ю — 91 142 долари (медіана — 88 140). За межею бідності перебувало 5,5 % осіб, у тому числі 5,6 % дітей у віці до 18 років та 0,0 % осіб у віці 65 років та старших.
Цивільне працевлаштоване населення становило 778 осіб. Основні галузі зайнятості: роздрібна торгівля — 21,1 %, мистецтво, розваги та відпочинок — 18,6 %, освіта, охорона здоров'я та соціальна допомога — 11,8 %, науковці, спеціалісти, менеджери — 9,8 %.